# Luxemburger Sandstein

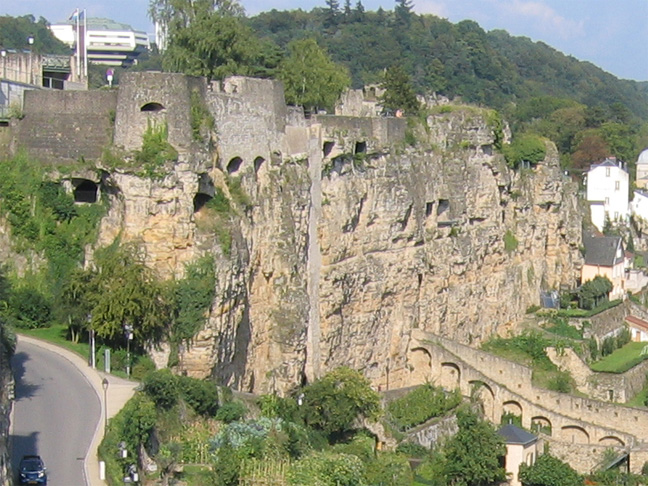
Der Bockfelsen in Luxemburg-Stadt besteht aus Luxemburger Sandstein

Der Luxemburger Sandstein ist ein kalkig gebundener Sandstein aus der Zeit des Unteren Schwarzen Jura (Lias alpha 2). Er bildet den oberflächennahen geologischen Untergrund weiter Teile Luxemburgs, des sogenannten Ferschweiler-Plateaus, einer Hochebene im Westen des Eifelkreises Bitburg-Prüm in Rheinland-Pfalz sowie des Bollendorfer und Wißmannsdorfer Plateaus.

## Entstehung
Der Luxemburger Sandstein entstand in der Nähe eines Flussdeltas. Der Fluss schüttete von Norden nach Süden sandiges Sediment aus dem Bereich der Rheinischen Masse in ein flaches Becken des Jura-Meeres. Die Ablagerungen verfestigten sich dort nachfolgend mit ebenfalls eingebrachtem Kalk. Ist er im Bereich des Ferschweiler-Plateaus noch etwa 30 m mächtig, verliert er in Richtung Luxemburg an Mächtigkeit.

## Bedeutung
Der Luxemburger Sandstein ist ein Stufenbildner z. B. in der mesozoischen Schichtstufenlandschaft des Bitburger Gutlands. Wird die geologische Schicht des Luxemburger Sandsteins von Flüssen und Bächen angeschnitten, die sich in das morphologisch harte Gestein einschneiden, wird die Schichtstufe herausgebildet und es entstehen Felsen. Entlang der Felskanten kam es zu Felsstürzen. So entstanden beispielsweise die Irreler Wasserfälle, als Bergsturzmassen den Lauf des Flusses Prüm versperrten. An der Erdoberfläche wird das kalkige Bindemittel unter dem Einfluss von Niederschlag aus dem Gestein herausgelöst. Der Sand wird als Bausand dann abgebaut, beispielsweise in einer Sandgrube bei Ernzen. In den Luxemburger Sandstein lassen sich relativ einfach Keller graben. So befinden sich im Bereich des Luxemburger Sandsteines zahlreiche Weinkeller. Auch die Kasematten, der unterirdische Teil der Befestigungsanlagen der Stadt Luxemburg, befinden sich im Luxemburger Sandstein. Die Teufelsschlucht und die Irreler Wasserfälle sind Beispiele für touristische Attraktionen, die unmittelbar mit dem Luxemburger Sandstein verbunden sind. Bekannt ist der Luxemburger Sandstein auch für seine Wabenstrukturen, eine besondere Form der Verwitterung.

## Verwendung
Luxemburger Sandstein prägen das lokale Baubild im Südwesten der Trierer Bucht und von weiten Teilen Luxemburgs. Das Fraubillenkreuz in der Nähe von Nusbaum-Rohrbach besteht ebenfalls aus Luxemburger Sandstein. Zahlreiche mittelalterliche Mühlsteine sind ebenfalls aus diesem Naturstein gefertigt worden.
Heute existieren nur noch wenige aktive Steinbrüche, die den Luxemburger Sandstein zur Naturstein- und Schottergewinnung abbauen.